# Phasmahyla cruzi
Phasmahyla cruzi es una especie de anfibio anuro. Según el autor, se ubica en la subfamilia Phyllomedusinae de la familia Hylidae, o en una familia propia llamada Phyllomedusidae.
Su tipo nomenclatural fue localizado en la reserva Rio das Pedras en Mangaratiba (Río de Janeiro), donde es endémica.[cita requerida]

## Apariencia
La rana macho adulta mide 31-34 mm (1,2-1,3 plg) de largo, mientras que la hembra alcanza los 42 mm (1,7 plg). Tiene cuerpo y extremidades esbeltas, hocico corto y ojos grandes. El tímpano está parcialmente cubierto por un pliegue dérmico. Tiene pequeños discos en los dedos de los pies, pero ninguno está palmeado.
Es de color verde claro u oscuro con manchas moradas. Las partes internas de los costados de su cuerpo son de color naranja, también con manchas moradas. El vientre es de color crema.
Las renacuajos miden 40-46 mm (1,6-1,8 plg) de largo.

## Hábitat
Su hábitat natural incluye arroyos con fondos arenosos, a no menos de 200 metros sobre el nivel del mar. Otras ranas de este género prefieren los hábitats montañosos en la región atlántica del país.

## Etimología
Fue nombrada en honor del herpetólogo Carlos Alberto Gonçalves da Cruz.